# Травматическое истощение
Травматическое или раневое истощение (др.-греч. trauma, traumatos; рана, повреждение) — разновидность дистрофического процесса, возникающая при длительном нагноении у тяжелораненых с обширными травмами или ожогами, которое развивается из-за недостаточной эффективности хирургического вмешательства. Патогенетически травматическое истощение связано с длительной гнойно-резорбтивной лихорадкой или с раневым сепсисом.
Описание травматического истощения было дано ещё русским хирургом Н. И. Пироговым, затем во время Великой Отечественной войны им занимались И. В. Давыдовский и А. В. Русаков (1944 год), причём И. В. Давыдовский полагал, что травматическое истощение является особым заболеванием, а не осложнением сепсиса. Однако большинство морфологов и клиницистов не выделяли травматическое истощение в самостоятельный вид заболевания отождествляя его с ареактивным течением септических процессов. Тем не менее, никто из них не сомневался в существование его как синдрома.
Среди клинических проявлений травматического истощения — быстрая потеря веса, достигающая 1 кг в сутки, стремительно развивающийся энергетический и белковый дефицит, который восполняется за счёт тканей больного, апатия, вялость, пониженный тургор кожи, постепенная атрофия мускулатуры и внутренних органов. Наиболее часто выделяют проблемы с работой желудочно-кишечного тракта, которые проявляются в отсутствии аппетита, профузных поносах, нарушениях всасывающей функции слизистой оболочки и т. п. При этом у пациента наблюдается повышенная температура, ярко выраженная тахикардия, пониженное содержание белка в крови, снижение суточного количества мочи и её плотности. Нередко регистрируются и психические отклонения. На поверхности ранений при травматическом истощении, как правило, появляются бледные грануляции, гнойный или фибринозный налёт, эпителизация ран резко замедляется, нередко возникают пролежни. При развитии процессов травматического истощения температура тела больного может снижаться до субфебрильной или нормальной.
К несчастью, адекватный диагноз травматического истощения на ранних стадиях поставить очень непросто, а на поздних стадиях оно принимает необратимый характер.